# Giải Grammy cho trình diễn đơn ca pop xuất sắc nhất
Giải Grammy cho Trình diễn đơn ca thể loại nhạc Pop xuất sắc nhất (tiếng Anh: Grammy Award for Best Pop Solo Performance) là một hạng mục trong lễ trao giải Grammy, được thành lập vào năm 1958 và có tên gọi sơ khai là giải Gramophone. Theo sửa đổi của Giải Grammy lần thứ 54, giải được trao cho các thiết kế thu âm biểu diễn Pop Solo (giọng hát hoặc nhạc cụ) và được giới hạn bởi đĩa đơn hoặc ca khúc trong album.
Hạng mục này là sự kết hợp của hai hạng mục cũ là Giải Grammy cho Trình diễn giọng pop nữ xuất sắc nhất và Giải Grammy cho Trình diễn giọng pop nam xuất sắc nhất trong cuộc cải cách của giải năm 2012. Việc kết hợp này là đề xuất của Viện hàn lâm Nghệ thuật Thu âm Hoa Kỳ để giảm số lượng các loại giải thưởng và để loại bỏ sự phân biệt giữa nam và nữ nghệ sĩ (cũng như giọng hát và nhạc khí) biểu diễn.
Adele là người có nhiều chiến thắng nhất với 2 lần, còn Katy Perry là người có nhiều đề cử nhất với 3 lần.

## Nội dung thắng giải

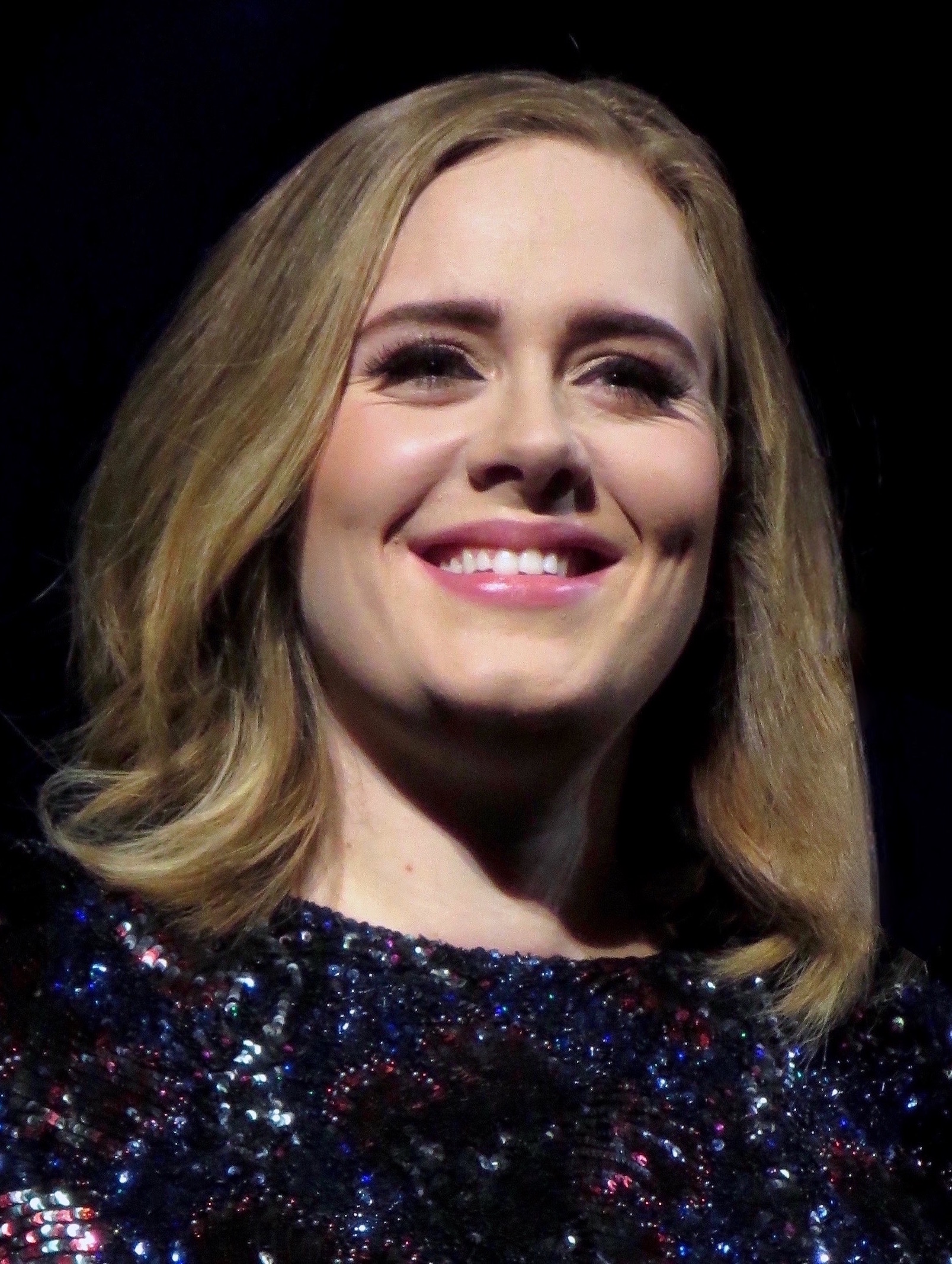
Adele từng nhận giải ba lần, đồng thời là người nhận giải đầu tiên.

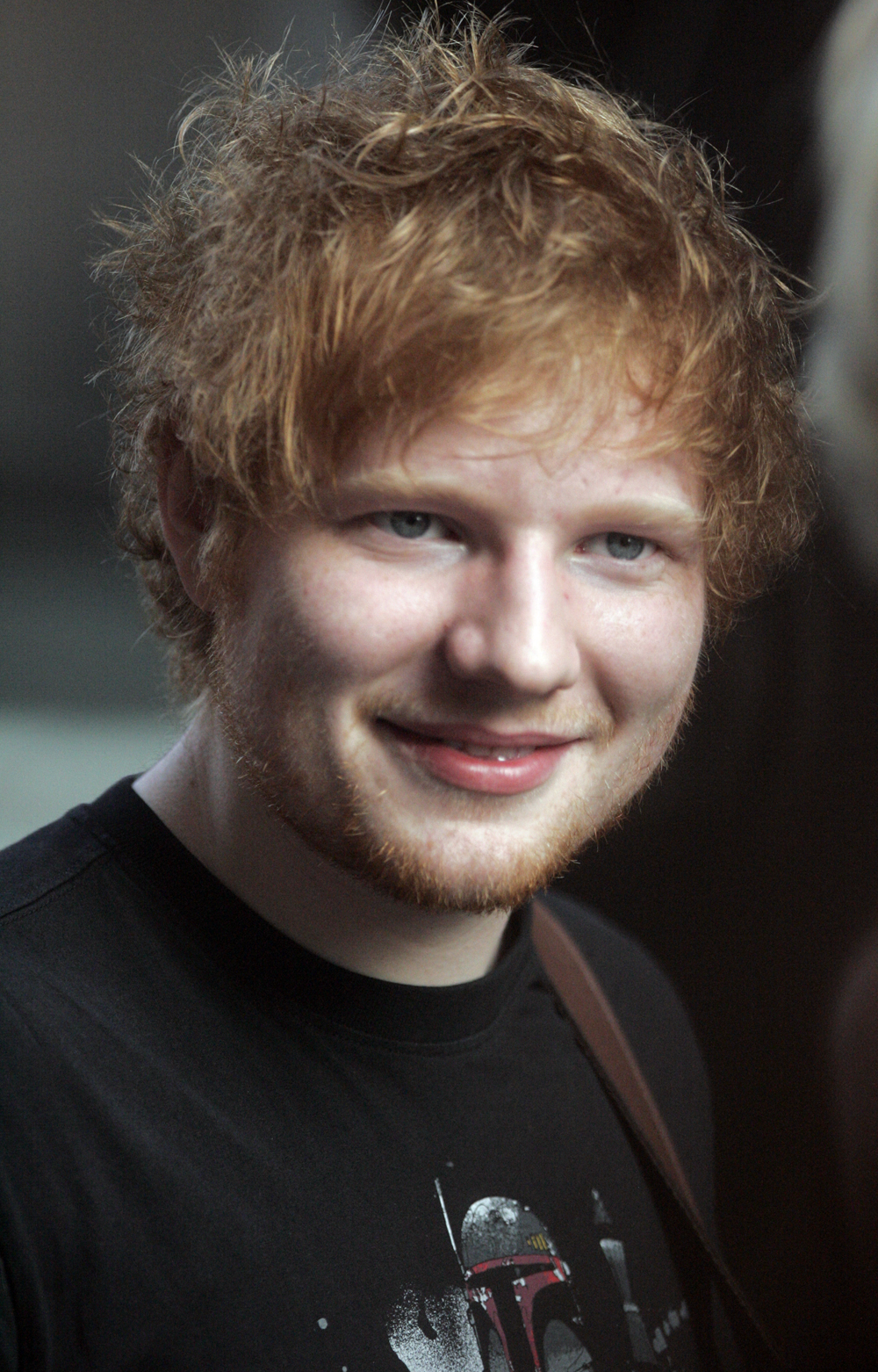
Người thắng giải hai lần Ed Sheeran.

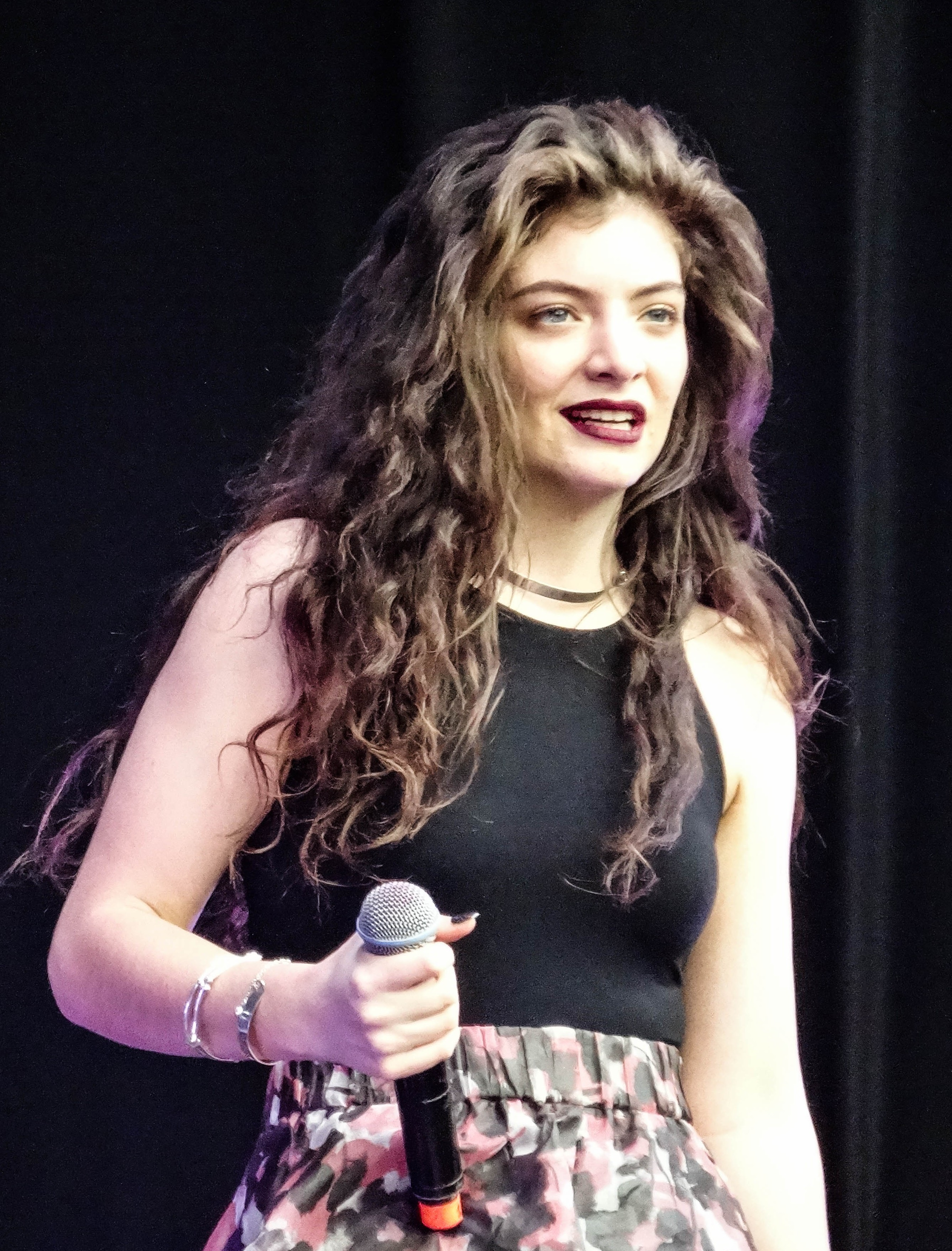
Chủ nhân giải năm 2014 Lorde.

| Năm  | Nghệ sĩ           | Quốc tịch                               | Ca khúc                                     | Các đề cử khác | Ghi chú |
| ---- | ----------------- | --------------------------------------- | ------------------------------------------- | --- | ------- |
| 2012 | Adele             | Anh Quốc                                | "Someone like You"                          | - "Fuckin' Perfect" - Pink | [ 3 ]   |
| 2013 | Adele             | Anh Quốc                                | "Set Fire to the Rain (Trực tiếp)"          | - "Where Have You Been" - Rihanna | [ 4 ]   |
| 2014 | Lorde             | Úc                                      | "Royals"                                    | - "Mirrors" - Justin Timberlake | [ 5 ]   |
| 2015 | Pharrell Williams | Hoa Kỳ                                  | "Happy (Trực tiếp)"                         | - "Shake It Off" - Taylor Swift | [ 6 ]   |
| 2016 | Ed Sheeran        | Anh Quốc                                | "Thinking Out Loud"                         | - "Can't Feel My Face" - The Weeknd | [ 7 ]   |
| 2017 | Adele             | Vương quốc Liên hiệp Anh và Bắc Ireland | "Hello"                                     | - "Hold Up" – Beyoncé - "Love Yourself" – Justin Bieber - "Piece by Piece" (phiên bản Idol) – Kelly Clarkson - "Dangerous Woman" – Ariana Grande | [ 8 ]   |
| 2018 | Ed Sheeran        | Vương quốc Liên hiệp Anh và Bắc Ireland | "Shape of You"                              | - "Love So Soft" – Kelly Clarkson - "Praying" – Kesha - "Million Reasons" – Lady Gaga - "What About Us" – Pink                                   | [ 9 ]   |
| 2019 | Lady Gaga         | Hoa Kỳ                                  | "Joanne (Where Do You Think You're Goin'?)" | - "Colors" - Beck - "Havana (Live)" - Camila Cabello - "God Is a Woman" - Ariana Grande - "Better Now" - Post Malone                             |         |
| 2020 | Lizzo             | Hoa Kỳ                                  | "Truth Hurts"                               | - "Spirit" - Beyoncé - "Bad Guy" - Billie Eilish - "7 Rings" - Ariana Grande - "You Need to Calm Down" - Taylor Swift                            |         |
|      |                   |                                         |                                             | |         |

## Kỷ lục

### Giành nhiều giải nhất
3 giải
- Adele

2 giải
- Ed Sheeran

### Nhiều đề cử nhất
| 4 đề cử - Kelly Clarkson 3 đề cử - Adele - Katy Perry | 2 đề cử - Lady Gaga - Bruno Mars - Pink - Ed Sheeran - Taylor Swift |